# 黒木知宏
黒木 知宏（くろき ともひろ、1973年12月13日 - ）は、宮崎県日向市出身の元プロ野球選手（投手、右投右打）・コーチ、野球解説者。
闘志を前面に押し出したプレースタイルで、千葉ロッテマリーンズの「魂のエース」と称された。
愛称は「ジョニー」で、「ジョニー黒木」名義でも活動する。

## 経歴

### プロ入り前
小学生時はソフトボールチームのエースとして活躍。中学時代は野球よりボディービルに熱中しており、パワーリフティングの県大会で優勝した経験を持つ。延岡学園高等学校では3年生時に夏の甲子園に出場するも、初戦の2回戦、8月14日第2試合で井手元健一朗擁する四日市工（三重県代表）に4-8で敗れた。延岡学園高時代の後輩に黒木純司がおり、投手・黒木知と捕手・黒木純としてバッテリーを組んでいたこともある。黒木純は2002年にロッテに移籍したため、再びチームメイトとなった。
高校卒業後、社会人野球の新王子製紙春日井に入社、1994年の都市対抗野球では本田技研鈴鹿の補強選手として森昌彦（NTT東海から補強）と共に優勝に貢献した。
1994年11月18日に行われたドラフト会議では、千葉ロッテマリーンズ2位指名（逆指名）を受け、入団した。背番号は54。

### プロ入り後
1年目の1995年は、先発、リリーフとフル回転し、6月30日の対日本ハムファイターズ戦で初勝利を完封勝利で挙げる。
1996年には開幕こそ一軍入りはできなかったが、早々に先発ローテーションが崩れたため先発に入る。終盤先発では不振の投球が目立ったためリリーフに回ったが、初めて規定投球回数に到達すると、1997年には初の開幕ローテーションに入りチームトップの12勝を挙げ初の防御率2点台を記録(しかし敗戦数はリーグワーストの15敗を記録)。240イニング以上投げ、13完投とともにリーグ最多となるなど、エースの小宮山悟と共にチームのダブルエースとして活躍する。
1998年、チームは開幕から好調で4月を終えた時点では首位を走り黒木自身も4月は3勝負けなしと好スタート切った。しかし、守護神の河本育之が故障離脱しチームは低迷する。首脳陣はここまでチームトップの6勝を挙げていた黒木を抑えに配置転換し巻き返しを図ろうとしたが、黒木は連続で抑えに失敗（3試合で0勝2敗防御率21.6）し更にチームは負けが込み、16連敗を喫した。7月7日のオリックス・ブルーウェーブ戦では、二軍で先発に復帰するために再調整をして来た黒木が、連敗ストッパーとして先発登板。福澤洋一とバッテリーを組み、2点リードで9回2死まで打者を打ち取り、ハービー・プリアムを2ストライクと追い込んだが、同点2ランを浴びる。連敗脱出目前で同点を許した黒木はマウンド上に座り込み、悔し涙を流す。更に脱水症状に加えて疲れによって痙攣を引き起こしていた。試合は延長で近藤芳久が広永益隆からサヨナラ満塁ホームランを打たれ、ロッテは日本プロ野球ワースト記録の17連敗となった。
この敗戦は「七夕の悲劇」と呼ばれ、後日談として黒木は小宮山から「なぜ、マウンドにうずくまった？まだ試合が続いていたじゃないか。あそこでマウンドにうずくまっちゃいかん。あそこでマウンドを降りちゃいかん。最後まで、全てが終わるまで、諦めちゃいかんよ、クロちゃん」と諭されたという。後に黒木は自著にて「あの日から人は僕を『悲劇のエース』と持ち上げるようになったが、日本中でただ一人、小宮山さんだけが僕自身の甘さを喝破してくれた」と記しており、大変な感謝をしている。
連敗を脱出した後は立ち直り、同年のオールスターゲームに初出場、最多勝と最高勝率のタイトルを獲得するなど活躍した。
1999年もオールスターゲームに選出されシーズンでも自己最多の14勝を挙げるなど、長らく小宮山と共に低迷時代を支え、2000年に小宮山が横浜ベイスターズに移籍したことから正真正銘のエースとして期待されるが、キャンプにて右太腿の怪我を負う。無理を押して開幕に備えるも、開幕戦の福岡ダイエーホークス戦で秋山幸二に史上最年長記録となる初回先頭打者本塁打を打ち込まれると、そのまま引きずってしまい、前半戦の防御率は10点台と絶不調に陥る。その後、前年から決まっていたシドニーオリンピック野球日本代表に向けて二軍で調整し、五輪でも活躍。後半戦はエースとして活躍するも、右肩の違和感を持ったままの投球が続いていた。9月13日には通算1000投球回を達成。
2001年は3月24日に西武ドームで開幕投手として松坂大輔に投げ勝ち、21世紀初の日本プロ野球公式戦勝利投手となり、それ以降も絶好調が続き、11勝を挙げオールスター前まではリーグトップの勝利数だったが、昨年から持っていた右肩の違和感を引きずった状態であり、ファン投票で選出されたオールスターゲーム、27日のオリックス戦に強行出場した後、後半戦からは姿を消す。この闘病のため「弁当の呪い」を受けた選手の一人とされている。
右肩の違和感に関して、当初は棘上筋炎症という比較的軽い怪我だという診断をされ、8月19日の西武戦で復帰予定であったが、右肩の張りが出たことで白紙になり、その年に復帰する事は無かった。
後に肩腱板の内側靭帯を数本完全損傷する重傷だったことが判明したが、手術を選択せず自然治癒を選択。単調なウェートトレーニングやランニングを繰り返す日々が続き、また投球フォームを肩に負担のかからないサイドスローに近いフォームに改造するなど、試行錯誤する事になる。
2002年は右肩痛が長引き、出番が無かった。
2003年は5月24日に二軍戦で666日に実戦登板を果たしたが、一軍では2年連続で出番が無かった。
2004年、4月17日に東京ドームでの北海道日本ハムファイターズ戦で995日ぶりに一軍に昇格、4月24日のオリックス・ブルーウェーブで千葉マリンスタジアムで1035日ぶりに登板したが、打線の援護が無く、2試合共敗戦投手となる。その後も好投しても打線の援護に恵まれない試合が続いたが、6月2日の北九州市民球場での福岡ダイエーホークス戦で5回無失点と好投し、シーズン6試合目の登板で、3年ぶり1061日ぶりの勝利を飾る。オフの契約更改では自ら申し出て球団提示額より1,000万円減で契約を更改した。
2005年は右肘を痛めて大幅に出遅れたが、8月28日に千葉マリンスタジアムでの対オリックス・バファローズ戦で先発。3万人のマリーンズファンに支えられ自身1年2か月ぶり、本拠地では1,545日ぶりに勝利を挙げる。また、この勝利はロッテのパ・リーグプレーオフ進出と、1995年以来10年ぶりのAクラスを確定するものだった。同年の日本シリーズでの登板機会は無かったが、アジアシリーズでは第3戦に先発し3回を自責点0で初代アジアチャンピオンに貢献した。
2006年7月28日、降格から1か月半ぶりに一軍出場選手登録され、その日のスカイマークスタジアムでの対オリックス戦でプロ12年目で初セーブを記録している。全盛期には1億8,000万円だった年俸が、2007年には10分の1以下にまで下がったものの、マリーンズファンから絶大な支持があり、登板時には誰よりも大きな声援を送られた。当時、「復活のマウンドで勝利投手となりお立ち台に立つのが今の目標」とコメントしている。
2007年は2001年以来の開幕一軍を得た。4月27日の対西武ライオンズ戦の7回裏2アウト一塁で登板し、G.G.佐藤を三振に仕留めた。8回も2アウト三塁のピンチを招くが、片岡易之をサードゴロで抑えた。しかし、この年はこの1試合のみの登板となり、4月30日に登録抹消されてからは一軍登録されなかった。

#### 引退
2007年10月2日に戦力外通告を受けたが、現役続行を宣言した。しかし、他球団からのオファーが掛からなかったため12月12日の記者会見で引退を表明した。記者会見で黒木は「1998年の七夕の日にグリーンスタジアム神戸（対オリックス戦）で9回裏同点本塁打を打たれた試合と、チームの18連敗が忘れられない想い出。こうした経験を基に、野球の素晴らしさ、怖さを伝えて行けたらと思っています」と語った。
2008年3月15日、千葉マリンスタジアムの対東北楽天ゴールデンイーグルスとのオープン戦の試合後に引退セレモニーが行われた。オープン戦としては異例の前売り券25,000枚が完売、当日券も発売10分で売り切れるなど、28,926人の満員の観客を集めて行われ、同期入団のサブロー、同級生の楽天・礒部公一、最後は福浦和也と対戦し、サブローを三振、礒部を三塁ゴロ、福浦も三振に打ち取った。挨拶の後、ライトスタンド前で胴上げが行われた。ちなみに、引退式にいたのは、黒木の2人の娘（長女は、のちのM☆Splash!!のメンバー・MEI〈黒木芽依〉）だった。

### 現役引退後
2008年3月15日、ニッポン放送の『師岡正雄のショウアップナイター編集部!』に出演し、ニッポン放送野球解説者として活動することが発表された。他にワールド・ハイビジョン・チャンネル、TBSテレビと本数契約で出演。
2012年11月23日、2013年から北海道日本ハムファイターズの一軍投手コーチを務めることが発表された。その後、同職を2017年まで務め、同年限りで退任した。
2018年からはNHK-BS1・日テレNEWS24・J SPORTSに野球解説者として、本数契約で出演した。
2022年10月17日、2023年より古巣である千葉ロッテマリーンズの一軍投手コーチを務めることが発表された。背番号は84。

## 人物
愛称の「ジョニー」は、新王子製紙春日井時代ミーティングで居眠りをした罰で髪を短く角刈りにした際、山本譲二に似ているとしてジョージと呼ばれていたが、後輩が「ジョージじゃなくて、ジョニーにしましょう」と言い出したことに由来する。その後、プロ初勝利のインタビューで黒木が「54番は、ジョニーですので、宜しくお願いします！」と答え、ジョニーの愛称が定着した
。
背番号54は前任の石田雅彦より譲られたもの。本人は社会人時代に付けていた背番号である11を希望していたが、球団が用意したのは54であった。大きな番号に「俺は期待されてないのか」と衝撃を覚えたが、石田に「俺が54を温めておいたよ。だからジョニーはきっと活躍できる」と言ってもらったことで逆にこだわりが生まれたという。
最も苦手としていた打者に野口寿浩を挙げており、「（野口さんには）何を投げても完璧に打たれた」と振り返っている。
妻は高校時代の1つ上の先輩で、野球部の元マネージャー。1995年、プロ1年目のオフに結婚した。
娘はタレントの黒木芽依。ZOZOマリンスタジアムでのビール売り子アルバイトを経て、マリーンズ公式チアチーム「M☆Splash!!」のオーディションに応募し、合格。MEI名義で2022年 - 2024年シーズンの3年間活躍した。

## 詳細情報

### 年度別投手成績
| 年 度      | 球 団      | 登 板 | 先 発 | 完 投 | 完 封 | 無 四 球 | 勝 利 | 敗 戦 | セ 丨 ブ | ホ 丨 ル ド | 勝 率 | 打 者 | 投 球 回 | 被 安 打 | 被 本 塁 打 | 与 四 球 | 敬 遠 | 与 死 球 | 奪 三 振 | 暴 投 | ボ 丨 ク | 失 点 | 自 責 点 | 防 御 率 | W H I P |
| ---------- | ---------- | ----- | ----- | ----- | ----- | -------- | ----- | ----- | -------- | ----------- | ----- | ----- | -------- | -------- | ----------- | -------- | ----- | -------- | -------- | ----- | -------- | ----- | -------- | -------- | ------- |
| 1995       | ロッテ     | 20    | 10    | 1     | 1     | 0        | 5     | 7     | 0        | --          | .417  | 331   | 80.0     | 72       | 7           | 26       | 2     | 2        | 58       | 3     | 1        | 35    | 33       | 3.71     | 1.23    |
| 1996       | ロッテ     | 28    | 19    | 0     | 0     | 0        | 8     | 7     | 0        | --          | .533  | 576   | 135.2    | 119      | 11          | 57       | 3     | 4        | 90       | 4     | 0        | 58    | 54       | 3.58     | 1.30    |
| 1997       | ロッテ     | 32    | 31    | 13    | 1     | 3        | 12    | 15    | 0        | --          | .444  | 995   | 240.2    | 206      | 24          | 86       | 5     | 2        | 179      | 13    | 1        | 98    | 80       | 2.99     | 1.21    |
| 1998       | ロッテ     | 31    | 28    | 8     | 2     | 3        | 13    | 9     | 0        | --          | .591  | 831   | 197.0    | 185      | 14          | 89       | 2     | 1        | 124      | 12    | 0        | 78    | 72       | 3.29     | 1.39    |
| 1999       | ロッテ     | 29    | 29    | 7     | 0     | 1        | 14    | 10    | 0        | --          | .583  | 850   | 212.2    | 164      | 14          | 68       | 3     | 1        | 171      | 8     | 0        | 67    | 59       | 2.50     | 1.09    |
| 2000       | ロッテ     | 26    | 24    | 5     | 1     | 0        | 10    | 12    | 0        | --          | .455  | 698   | 160.0    | 181      | 21          | 48       | 1     | 1        | 134      | 2     | 0        | 103   | 92       | 5.18     | 1.43    |
| 2001       | ロッテ     | 17    | 17    | 4     | 1     | 1        | 11    | 4     | 0        | --          | .733  | 499   | 125.0    | 102      | 12          | 30       | 0     | 0        | 89       | 5     | 0        | 44    | 42       | 3.02     | 1.06    |
| 2004       | ロッテ     | 7     | 7     | 0     | 0     | 0        | 1     | 3     | 0        | --          | .250  | 157   | 34.2     | 35       | 9           | 21       | 0     | 1        | 20       | 1     | 0        | 21    | 17       | 4.41     | 1.62    |
| 2005       | ロッテ     | 3     | 3     | 0     | 0     | 0        | 2     | 1     | 0        | 0           | .667  | 78    | 17.2     | 21       | 3           | 3        | 0     | 2        | 9        | 1     | 0        | 9     | 9        | 4.58     | 1.36    |
| 2006       | ロッテ     | 5     | 0     | 0     | 0     | 0        | 0     | 0     | 1        | 0           | ----  | 20    | 4.0      | 5        | 1           | 4        | 0     | 0        | 3        | 0     | 0        | 3     | 3        | 6.75     | 2.25    |
| 2007       | ロッテ     | 1     | 0     | 0     | 0     | 0        | 0     | 0     | 0        | 0           | ----  | 5     | 1.1      | 0        | 0           | 1        | 0     | 0        | 2        | 0     | 0        | 0     | 0        | 0.00     | 0.75    |
| 通算：11年 | 通算：11年 | 199   | 168   | 38    | 6     | 8        | 76    | 68    | 1        | 0           | .528  | 5040  | 1208.2   | 1090     | 116         | 433      | 16    | 14       | 879      | 49    | 2        | 516   | 461      | 3.43     | 1.26    |

- 各年度の太字はリーグ最高

### タイトル
- 最多勝利：1回（1998年）
- 最高勝率：1回（1998年）[注 3]

### 表彰
NPB
- 月間MVP：2回（投手部門：2000年9月、2001年5月）

その他
- 日向市民栄誉賞（2008年） ※青木宣親と同時の受賞第1号

### 記録
初記録
- 初登板：1995年4月6日、対福岡ダイエーホークス3回戦（千葉マリンスタジアム）、6回表1死に2番手で救援登板、1回2/3無失点
- 初奪三振：同上、7回表にケビン・ライマーから
- 初先発登板：1995年5月28日、対日本ハムファイターズ10回戦（東京ドーム）、6回2/3を1失点で敗戦投手
- 初勝利・初先発勝利・初完投勝利・初完封勝利：1995年6月30日、対日本ハムファイターズ14回戦（東京ドーム）
- 初セーブ：2006年7月28日、対オリックス・バファローズ11回戦（スカイマークスタジアム）、12回裏1死に8番手で救援登板・完了、2/3回無失点

節目の記録
- 1000投球回：2000年9月13日、対福岡ダイエーホークス25回戦（福岡ドーム）、7回裏1死目に小久保裕紀を三塁ゴロで打ち取って達成 ※史上286人目

その他の記録
- オールスターゲーム出場：3回（1998年、1999年、2001年）

### 背番号
- 54（1995年 - 2007年）
- 87（2013年 - 2017年）
- 84（2023年 - ）

## 関連情報

### 書籍
- 「マウンドの記憶－黒木知宏、17連敗の向こう側へ」（2000年・毎日コミュニケーションズ 平山譲著） ISBN 9784839903435
- 「54『もう、投げなくていい』からの出発」（2008年・ロングセラーズ 黒木知宏著） ISBN 978-4-8454-2130-5（4-8454-2130-5）

### 出演
解説者活動
- TwellV プロ野球中継・断然 パ・リーグ主義!!（TwellV・BS11デジタル）
- ニッポン放送ショウアップナイター（ニッポン放送）
- MLBスタジアム（BS-TBS）
- 野球好きニュース（J SPORTS）（出演は不定期）
- Going!Sports&News（日本テレビ、2011年4月 - 2013年1月 、コメンテーター）
土曜日に赤星憲広と隔週交代で出演。2012年3月24日の放送では、声帯ポリープの手術を受けた上田晋也（くりぃむしちゅー）の代理で、初めてMCを兼務した。
- ワールドスポーツMLB/ワースポ×MLB（2018年7月15日 - 2022年11月6日、NHK BS1)

テレビ出演
- 有田P おもてなす(2018年10月20日、NHK）
- バーディーラッシュ!!（第4シーズン）（2022年6月28日 - 9月6日、BSフジ）

CM
- ロッテリア（1999年） 加藤あいと“間接”共演した。当初は実際に共演する予定だったが、スケジュールの都合で不可能となり、それぞれの出演シーンを別々に撮影して編集でまとめた。
- アサヒ　スーパーモルト（2000年）

ラジオ番組
- ジョニー黒木のショウアップナイターマンデースペシャル（中継のない月曜日、2009年シーズン　ニッポン放送）
- 東京スマートドライバー・SHARE SMILE ゲスト（J-WAVE、2009年4月27日 - 5月1日）

ゲーム
- プロ野球スピリッツシリーズ（コナミデジタルエンタテインメント）- ゲームの中で解説者として出演（2009年-2012年）
  - プロ野球スピリッツ6
  - プロ野球スピリッツ2010
  - プロ野球スピリッツ2011
  - プロ野球スピリッツ2012